# Brzeźnica (dopływ jeziora Brzeźno)
Brzeźnica – struga w woj. zachodniopomorskim, w powiecie łobeskim; dopływ jeziora Brzeźno, którego woda odbiera rzeka Brzeźnicka Węgorza.
Brzeźnica bierze swe źródło na zachód od wsi Jankowo, przy linii kolejowej nr 210, w gminie Drawsko Pomorskie, na Równinie Drawskiej. Struga płynie w kierunku północno-zachodnim i uchodzi do jeziora Brzeźno od wschodniego brzegu.
Nazwę Brzeźnica wprowadzono urzędowo w 1948 roku, zastępując poprzednią niemiecką nazwę strugi – Briesenitz Bach.